# Michail Balandin
Michail Joerievitsj Balandin (Russisch: Михаил Юрьевич Баландин) (Lipetsk, 27 juli 1980 – Jaroslavl, 7 september 2011) was een Russisch ijshockeyer. Balandin speelde sinds het begin van zijn professionele carrière in 1998 uitsluitend voor Russische ijshockeyclubs, onder meer voor UHC Dinamo Moskou en Lokomotiv Jaroslavl.
Op 7 september 2011 was Balandin een van de inzittenden van Jak-Service-vlucht 9633, een chartervlucht die neerstortte tijdens het opstijgen.